# Raffaele Palizzolo
Raffaele Palizzolo, né à Termini Imerese en 1843 et mort en 1910 est un homme politique italien.
Conseiller communal de Palerme et député national, à la Belle Époque, ainsi qu'administrateur de la Banque de Sicile.
Au centre d'un système de clientélisme important pendant 40 ans de carrière politique, il est lié à la mafia sicilienne et a été publiquement soupçonné d'être le commanditaire du meurtre de Emanuele Notarbartolo.

## Clientélisme et mafia
Aristocrate palermitain né à Termini Imerese, Palizzolo est élu au conseil municipal dirigé par le marquis Di Rudini (1863-1868), chargé de la police urbaine selon Jean-Yves Frétigné ou plus vraisemblablement dans les juntes de Domenico Peranni (1868-1873). 
Candidat régionaliste dans la première circonscription de Palerme lors des élections politiques de 1880, soutenu par le ministre de l'Intérieur Depretis, par l'intermédiaire du préfet Bardesono, il est battu par Francesco Crispi, qui engrange les voix des modérés grâce à l'appui de Di Rudinì.
La lourde défaite des régionalistes de 1880 entraine la retraite des principales figures du parti et laisse la place à des élus plus portés vers la défense d'intérêts particuliers que par une vision politique dont Raffaele Palizzolo prend la tête. Il est élu député de Cefalù-Termini en 1882 avec l'aide du préfet après lui avoir promis de soutenir le gouvernement et de ne pas s'intéresser aux affaires municipales. Soupçonné d'avoir soutenu le bandit Leone, il est réélu conseiller municipal en 1885, largement réélu député en 1886 grâce à la mafia de Caccamo, puis est victorieusement à nouveau à Palerme aux élections législatives de 1892 avec le soutien du clan d'Albergheria,. Il soutient tous les gouvernements à l'exception de ceux dirigés par Crispi.
Propriétaire terrien qui louait des terres aux gabelluti (en), Palizzolo passa sa vie au cœur d'un système de clientélisme élargi, recevant chaque matin de nombreux visiteurs lui quémandant des faveurs et usant de son influence politique, en tant que conseiller municipal et provincial, à leur profit, à son domicile de Palerme, le Palazzo Villarosa, rue Ruggero-Settimo. Il s'en servait, entre autres, pour obtenir des permis de port d'armes pour les mafieux. En échange, ceux-ci s'assuraient, par l'intimidation ou d'autres formes de persuasion, que les villageois votent pour lui. Lors du procès de 1883 contre les cinq frères Amoroso, anciens participants à la révolte de Sette e mezzo et accusés de de neuf meurtres, il est témoin de la défense avec le député Caminneci. 
Il est l'un des chefs de file sicilianistes, réunissant sous son nom aussi bien la famille industrielle Florio que les ouvriers des chantiers navals.
Raffaele Pallizolo était par ailleurs administrateur de la Banque de Sicile, de charités, directeur du fonds d'assurance santé de la marine marchande, et président du conseil d'administration d'un hôpital psychiatrique.
Protecteur de la cosca (en) (clan mafieux) de Villabate, son influence était centrée autour de ce village à l'est de Palerme, mais s'étendait sur la côte Est de la Sicile, allant jusqu'à Caccamo, Termini Imerese et Cefalù. Son territoire servait de point d'arrivée pour le vol du bétail. Il était aussi puissant à Palerme, où il fut élu trois fois en tant que député national dans les années 1890.
Après l'affaire des quatre cadavres découverts dans un puits en 1897, victimes d'une guerre entre le clan d'Antonino Giammona et Francesco Siino, le préfet de police de Palerme supprime les autorisations de port d'armes d'un certain nombre de bandits présumés. Palizzolo use alors de son influence pour les leur accorder de nouveau.

## Inculpation pour le meurtre de Notarbartolo
Palizzolo est inculpé en tant que commanditaire de l'assassinat du marquis Emanuele Notarbartolo, ex-gouverneur de la Banque de Sicile alors que Palizollo était membre de son conseil d'administration. Les deux hommes se haïssaient, Notarbartolo refusant l'instrumentalisation politique de la Banque et ses manœuvres frauduleuses faites avec la société de navigation (NGI) du richissime héritier Ignazio Florio Jr., membre de l'une des deux grandes familles de Palerme. En 1889, Palizzolo aurait fait voler une lettre envoyée par Notarbartolo au ministère de l'Agriculture, de l'Industrie et du Commerce, demandant de réformer la composition du conseil d'administration afin de soustraire la banque aux influences néfastes. Peu après la démission contrainte de Notarbartolo, en 1890, Palizzolo fut réélu au conseil d'administration de la Banque et devint l'un des bénéficiaires de l'escroquerie organisée avec la Société de navigation (NGI).
Nobartolo est exécuté le 1er février 1893 dans le train reliant Termini à Palerme par Matteo Filippello et Giuseppe Fontana, membres de la cosca de Villabate. Ce meurtre choque l'opinion publique et provoque un important débat sur l'existence de la Mafia et sur ses liens avec les sphères politiques. Il est pourtant réélu en 1895.
En novembre 1899, la Chambre des députés lève l'immunité parlementaire de Palizzolo à la demande du président du Conseil Luigi Pelloux. Par peur qu'il ne s'enfuie à l'étranger, le gouvernement coupe alors les communications télégraphiques avec la Sicile lors du vote. Palizzolo est arrêté le soir même. Alors qu'il est en détention préventive, ses soutiens — parmi lesquels la famille mafieuse Pedone et de nombreux affiliés mais aussi la Sicilia Cattolica et un comité de nobles dames autour des sœurs de Palizzolo, dont la duchesse de Villarosa et Giovanna d'Ondes Trigona, mère d'Ignazio Florio Jr. qui s'implique également — organisent en juin 1900 sa campagne électorale, sans réussir à le faire réélire, son adversaire, un avocat inconnu, Giuseppe Di Stefano Napolitani, obtenant 816 voix contre 687.
Lors de son procès en 1901-1902 pour le meurtre du propriétaire terrien Miceli en 1892 et du banquier en 1893, il est défendu par la famille Florio, qui s'indigne de son inculpation dans son journal, L'Ora, ainsi que par l'ethnologue Giuseppe Pitrè (1841-1916) qui affirme que le fait que Palizzolo ait écrit un roman dans sa jeunesse montre qu'il possédait « une âme noble et vertueuse ». À l'origine de la thèse selon laquelle le mot « mafia » signifierait « honneur » et « bravoure » et ne désignerait en aucun cas une organisation criminelle, selon lui inexistante, Pitrè est un collaborateur de Palizzolo. Il prétend lors du procès que le mot « mafia » dérive de l'arabe mascias qui signifie avoir une trop haute opinion de soi-même et refuser de se soumettre.
Avec le mafieux Fontana, Palizzolo est toutefois condamné en première instance à 30 ans de prison pour homicide par la Cour de Bologne, le 31 juillet 1902,. Palerme observe un lutto cittadino, une opération de ville morte de plusieurs jours. Les députés Bonanno et Di Stefano, avec Pitré, forment un « Comité pro-Sicilia » pour défendre Palizzolo, qui reçoit l'adhésion de 200 000 personnes dont six députés et de nombreuses personnalités siciliennes. Il relaye la théorie d'une sentence politique et raciste, et incarne une aspiration séparatiste locale.
Cependant, la Cour de cassation annule le jugement en raison d'un vice de procédure mineur (un témoin avait « oublié » de prêter serment lors d'une seconde déposition), et il est acquitté le 23 juillet 1904 par le jury de la Cour d'assises de Florence en raison d'un manque allégué de preuves, la quasi-totalité des témoins s'étant rétractés ou appuyant au contraire Palizollo, comme le fait Ignazio Florio Jr.. Ceci est accueilli par une explosion de joie des défenseurs de Palizzolo en Sicile, qui font repousser la fête de la Madonna de Carmine afin que l'acquitté puisse y participer.
Quoique déclaré innocent, Palizzolo, écrit Gaetano Mosca qui ne croit pas à sa culpabilité « apparaît sous son plus mauvais jour, sinon comme un délinquant, du moins comme un protecteur de délinquants et même soupçonné de relations avec des brigands ».

## Défaite électorale et voyage à New York
En novembre 1904, il est battu de loin aux élections parlementaires. Il est renvoyé au conseil municipal alors que ni Tasca Lanza ni Camporeale ne l'intègrent sur leurs listes. Giuseppe Fontana, acquitté lui aussi, quitte quant à lui la Sicile pour New York où il s'intégre à la mafia locale, devenant membre du gang de Giuseppe Morello.
Palizzolo se rend également à New York en voyage, où il débarque le 8 juin 1908, demeurant au domicile du Dr G. A. Purpura. Il y aurait rendu visite à G. Fontana, Giuseppe Morello et Ignazio Lupo (en) . Selon certaines sources, l'inspecteur italo-américain Giuseppe Michele Pasquale Petrosino, qui a en public vanté son honnêteté, l'aurait persuadé de retourner en Sicile. Petrosino est assassiné en 1909 en raison de ses enquêtes sur la Mano Nera. Toujours candidat sur la liste catholique lors des élections administratives de mai 1909 à Palerme, il n'est pas élu mais l'est à celles de janvier 1911 et en juillet 1914 sur la liste cléricale (3e mieux élu), alors qu'il est également candidat sur la liste de la Ligue populaire de Nunzio Nasi et Renzo Barbera.